# Грб Салвадора
Грб Салвадора је званични хералдички симбол северноамеричке државе Република Ел Салвадор. Грб се у данашњем облику примењује од 1912. године.

## Опис грба
У средини се налази троугуао, у којем је пет вулкана, који симболизује пет држава Централне Америке и над којима је фригијска капа и натпис "15 Septiembre de 1821", 15. септембар 1821, датум проглашења независности Салвадора. Над фригијском је капом дуга, симбол слободе. Исти или слични мотиви јављају се и на грбовима Гватемале, Хондураса, Костарике и Никарагве.
Иза троугла је пет застава Централноамеричке Федерације, која је постојала од 1823. до 1838. У подножју је мото Салвадора, "Dios, Union, Libertad" ("Бог, јединство, слобода"). Троугао окружује ловоров вијенац, као и натпис "Republica de El Salvador en la America Central" ("Република Салвадор у Централној Америци").